# San Miguel Abejones
San Miguel Abejones är en ort i Mexiko.   Den ligger i kommunen Abejones och delstaten Oaxaca, i den sydöstra delen av landet, 300 km sydost om huvudstaden Mexico City. San Miguel Abejones ligger 2 257 meter över havet och antalet invånare är 1 114.
Terrängen runt San Miguel Abejones är huvudsakligen bergig, men åt nordväst är den kuperad. Terrängen runt San Miguel Abejones sluttar österut. Runt San Miguel Abejones är det glesbefolkat, med 12 invånare per kvadratkilometer. Närmaste större samhälle är San Miguel Aloápam, 9,2 km väster om San Miguel Abejones. I omgivningarna runt San Miguel Abejones växer huvudsakligen savannskog.